# Arthur Kather
Arthur Kather (ur. 7 grudnia 1883 w Prositach koło Reszla, zm. 25 lipca 1957 w Osnabrück) – niemiecki duchowny katolicki, wikariusz kapitulny diecezji warmińskiej, opiekun duszpasterski Warmiaków w Niemczech po II wojnie światowej.

## Życiorys

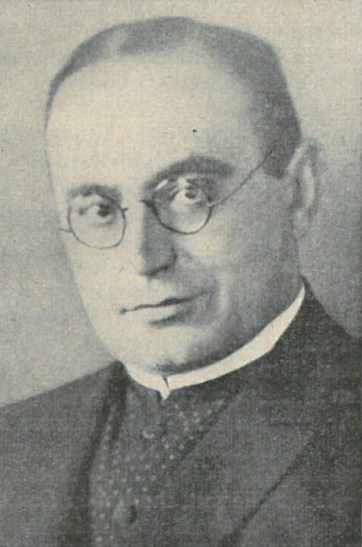
Arthut Kather jako kapłan

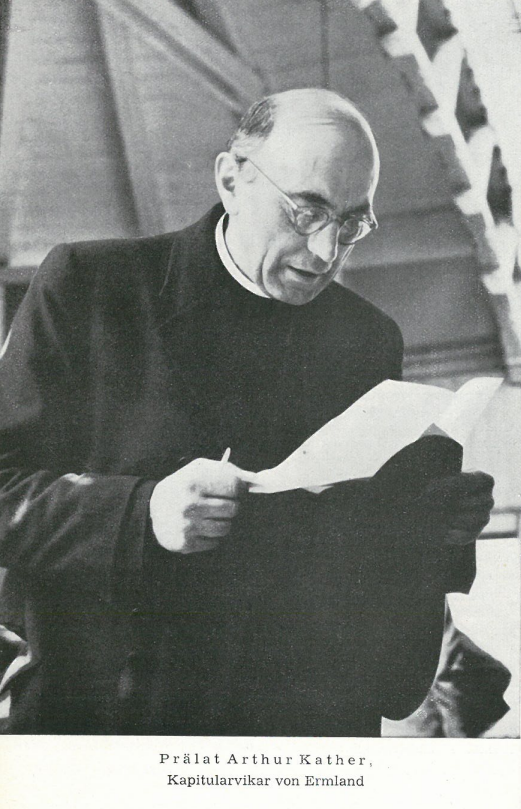
Jako wikariusz katedralny

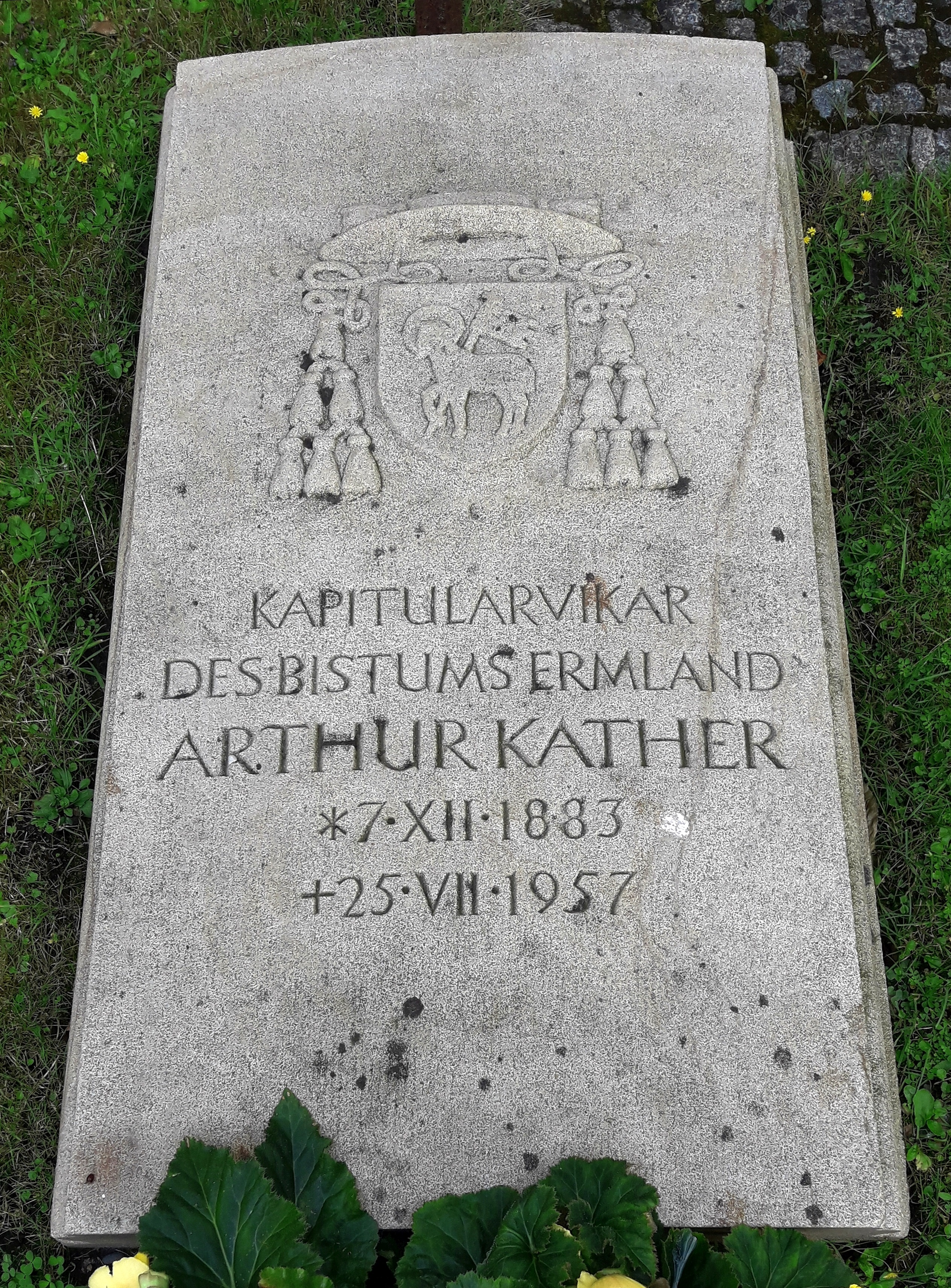
Kamień nagrobny Arthura Kathera w katedrze św. Pawła w Münster

Urodził się w Prositach w rodzinie nauczyciela. W 1902 ukończył gimnazjum w Braniewie i następnie rozpoczął studia również w Braniewie, w Liceum Hosianum. Święcenia kapłańskie przyjął 11 lutego 1906 w katedrze we Fromborku (m.in. razem z Eugenem Brachvoglem). Pracował jako wikariusz w Piotrowcu koło Braniewa, Nowym Stawie, Braniewie. W czasie I wojny światowej był kapelanem dywizji, odznaczony został Krzyżem Żelaznym. W grudniu 1918 ks. Kather powrócił do Braniewa, zamieszkał w starej wikarówce przy wieży kościoła św. Katarzyny. 28 maja 1919 otrzymał jako beneficjum sanktuarium św. Krzyża na obrzeżach Braniewa.
W latach 1919–1924 sprawował w Braniewie funkcję dyrektora Caritasu diecezji warmińskiej, pełnił posługę kapelana domu zakonnego sióstr katarzynek w Braniewie, był również opiekunem diecezjalnym młodzieży męskiej. 25 marca 1924 roku mianowany został proboszczem parafii św. Mikołaja w Elblągu i dziekanem elbląskim. Do 1936 wydawał pismo „Ermländischer Kirchenblatt” (Ausgabe Elbing und Umgebung). W Elblągu założył struktury Caritasu, angażował się w duszpasterstwo robotników, jako pierwszy na Warmii zaprowadził kartotekę swych parafian, ułatwiającą mu pracę duszpasterską. Wskutek swojej antyhitlerowskiej postawy był wiele razy przesłuchiwany przez gestapo, co ostatecznie doprowadziło do jego wydalenia z Elbląga we wrześniu 1940 roku na polecenie gauleitera Alberta Forstera. Został wtedy przeniesiony do Wrocławia (choć nadal pozostawał proboszczem elbląskiej parafii św. Mikołaja), gdzie pracował do wkroczenia Armii Czerwonej. Od stycznia 1945 do maja 1946 był administratorem parafii Sobięcin koło Wałbrzycha.
W 1946 wyjechał do Rulle w diecezji Osnabrücku. 11 lipca 1947, po śmierci biskupa warmińskiego Maximiliana Kallera, został wybrany przez przebywających w Niemczech kanoników kapituły warmińskiej na wikariusza kapitulnego ds. opieki duszpasterskiej Warmiaków w Niemczech. W ramach tych obowiązków dążył do integracji Warmiaków, ogłaszał listy pasterskie, wydawał czasopisma (zainicjował wydawanie „Ermlandbriefe”), organizował zjazdy Warmiaków w Werl. W tym okresie diecezja warmińska pozostawała również w Polsce bez stałego ordynariusza, a rządy sprawowali wikariusze kapitulni lub administratorzy apostolscy (Teodor Bensch, Wojciech Zink, Stefan Biskupski). Dopiero w 1956 rządy objął biskup Tomasz Wilczyński, ale również nie z tytułem biskupa warmińskiego, a „biskupa w Olsztynie”. W oficjalnych rocznikach watykańskich aż do 1972 jako rządca diecezji warmińskiej figurował wikariusz kapitulny rezydujący w Niemczech, początkowo ks. Kather, a po jego śmierci Paul Hoppe.
W 1953 otrzymał godność protonotariusza apostolskiego.